# Jävenitz
Jävenitz is een plaats en voormalige gemeente in de Duitse deelstaat Saksen-Anhalt en maakt deel uit van de gemeente Gardelegen in de Landkreis Altmarkkreis Salzwedel.
Jävenitz telde begin 2022 894 inwoners.

Situering van de plaatsen in de gemeente Gardelegen

Het is een Ortschaft binnen de gemeente Gardelegen, in het uiterste oosten daarvan.
Jävenitz heeft een stationnetje aan de spoorlijn Berlijn - Lehrte.
Algenstedt · Berge · Breitenfeld · Dannefeld · Estedt · Gardelegen Stadt · Hemstedt · Hottendorf · Jävenitz · Jeggau · Jerchel · Jeseritz · Kassieck · Kloster Neuendorf · Köckte · Letzlingen · Lindstedt · Mieste · Miesterhorst · Peckfitz · Potzehne · Roxförde · Sachau · Schenkenhorst · Seethen · Sichau · Solpke · Trüstedt · Wannefeld · Wiepke · Zichtau